# Prowincja św. Józefa Oblubieńca Najświętszej Maryi Panny Zakonu Braci Mniejszych Kapucynów w Krakowie
Prowincja św. Józefa Oblubieńca NMP Zakonu Braci Mniejszych Kapucynów w Krakowie − jedna z dwóch aktualnie istniejących prowincji Zakonu Braci Mniejszych Kapucynów w Polsce.
Patronem prowincji jest św. Józef. Siedzibą prowincjała jest klasztor w Krakowie przy ul. Korzeniaka 16.
Bracia tej prowincji pracują poza granicami Polski w Kownie na Litwie, w Woroneżu w Rosji oraz w kustodii w Bułgarii i w wiceprowincji na Ukrainie. Pojedynczy bracia posługują w: Czechach, Austrii (Południowy Tyrol), we Włoszech (Umbria, Genua) oraz w Libanie, Czadzie, Republice Środkowej Afryki i Kanadzie.

## Klasztory w Polsce
Prowincja ta liczy w Polsce 21 wspólnot:
- Bytom
- Częstochowa
- Gdańsk
- Katowice-Załęże
- Kielce
- Kraków
- Kraków-Olszanica
- Krosno
- Nowa Sól
- Piła
- Sędziszów Małopolski
- Skomielna Czarna (2 domy)
- Stalowa Wola
- Tenczyn (2 domy)
- Terliczka
- Wałcz
- Wołczyn
- Wrocław
- Zagórze